# Chrysosoma mutilatum
Chrysosoma mutilatum är en tvåvingeart som beskrevs av Octave Parent 1935. Chrysosoma mutilatum ingår i släktet Chrysosoma och familjen styltflugor. Inga underarter finns listade i Catalogue of Life.